# Luongastunturi
Luongastunturi är ett lågfjällsområde sydost om Svappavaara i Norrbottens län, landskapet Lappland. Området är ett av de största naturskogsområdena i Kiruna kommun och består huvudsakligen av gran, myrar och mindre toppar med lågfjällsvegetation.